# Cratere Dobrovol'skiy
Dobrovol'skiy è un cratere lunare di 38,4 km situato nella parte sud-occidentale della faccia nascosta della Luna.
Il cratere è dedicato al cosmonauta sovietico Georgij Timofeevič Dobrovol'skij.

## Crateri correlati
Alcuni crateri minori situati in prossimità di Dobrovol'skiy sono convenzionalmente identificati, sulle mappe lunari, attraverso una lettera associata al nome.
| Dobrovol'skiy | Coordinate             | Diametro (in km) |
| ------------- | ---------------------- | ---------------- |
| D             | 12°26′24″S 130°37′48″E | 48,18            |
| M             | 14°36′S 129°39′E       | 29,9             |
| R             | 13°58′12″S 127°43′12″E | 22,93            |